# Eunicella pustulosa
Eunicella pustulosa är en korallart som beskrevs av Stiasny 1935. Eunicella pustulosa ingår i släktet Eunicella och familjen Gorgoniidae. Inga underarter finns listade i Catalogue of Life.